# Puer mingens

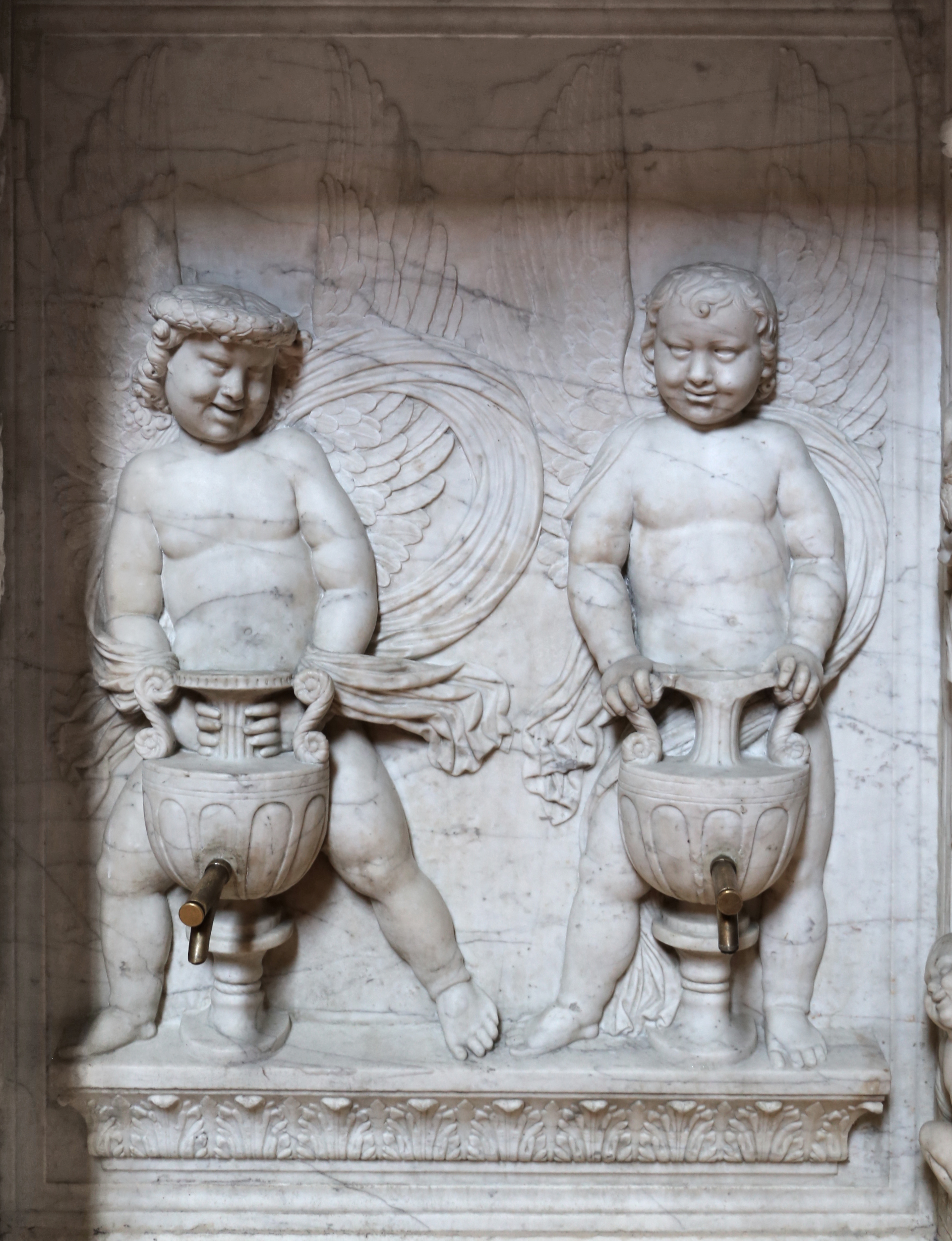
Due ragazzi che mingono nel lavabo della sacrestia, Cattedrale di Santa Maria del Fiore, Firenze

Un puer mingēns (latino: [ˈpʊ.ɛr ˈmɪŋ.ɡeːns]; plurale puerī mingentēs [ˈpʊ.ɛr.iː mɪŋ.ˈɡɛn.teːs]) è una figura in un'opera d'arte raffigurata come un ragazzo in età prepuberale nell'atto di urinare, reale o simulato. I pueri mingentes potrebbero rappresentare qualsiasi cosa, dalla fantasia e l'innocenza fanciullesca ai simboli erotici di virilità e spavalderia maschile.

## Etimologia e gioco di parole

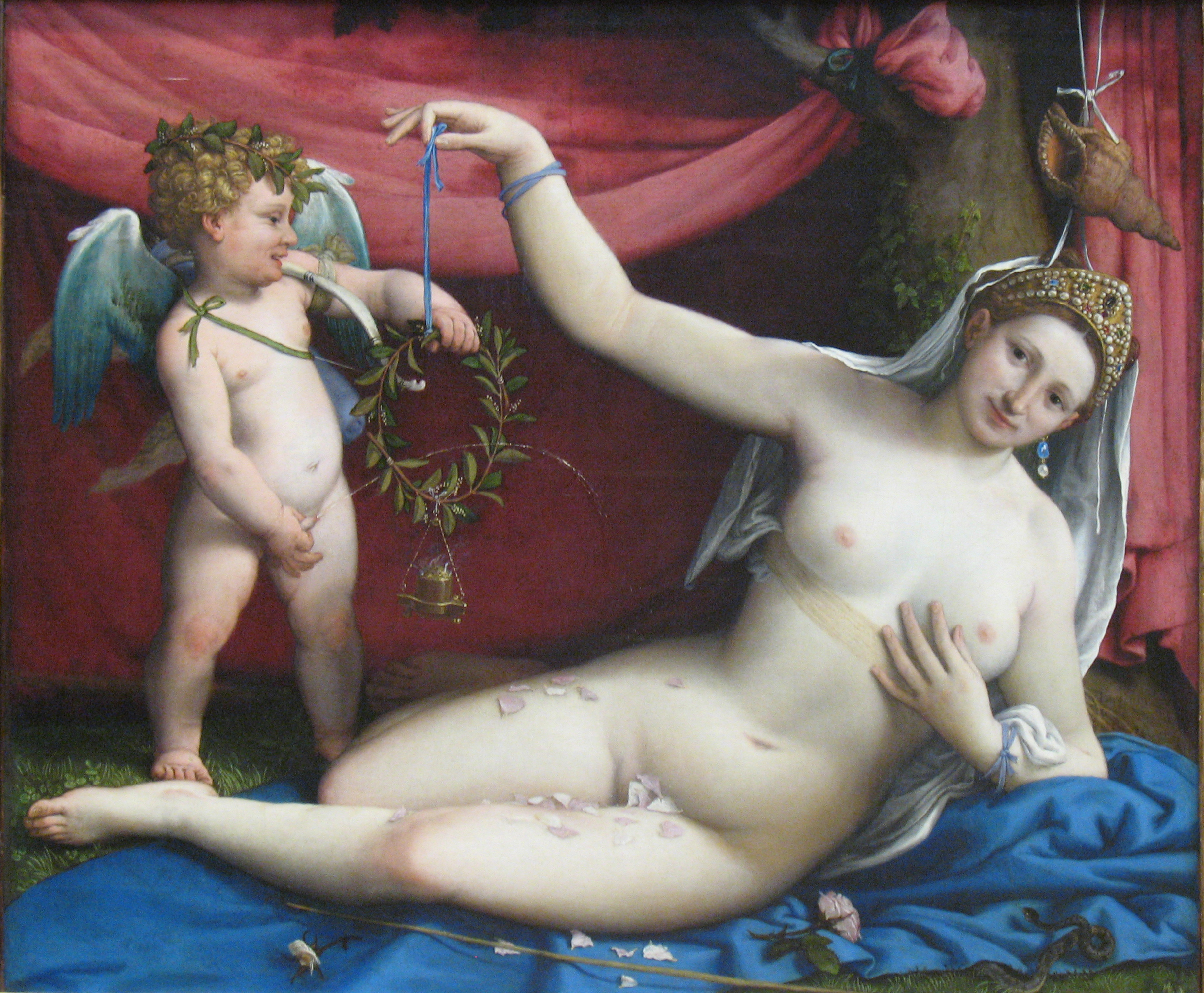
Venere e Cupido, Lorenzo Lotto, 1530, Metropolitan Museum of Art

Il termine "puer mingens" deriva dal latino puer, che significa "ragazzo", e dal latino mingens, participio presente del verbo "mingere" che significa "urinare".
In latino, i verbi per urinare come mingere erano frequentemente impiegati nel senso di "eiaculare". Per questo l'urina emessa dal pene del puer mingens può essere interpretata simbolicamente come seme; e pueri mingentes si trovano frequentemente in opere che augurano fertilità e fecondità. La Venere e Cupido di Lorenzo Lotto ne è un esempio.
In diverse lingue, come l'italiano, il francese e l'inglese, "fare acqua" era un eufemismo per urinare. In allusione a ciò, si possono trovare raffigurazioni di un puer mingens "che fa acqua" in opere come Il Baccanale dei Fanciulli di Michelangelo, o in lavabi di chiesa le cui trombe sono posizionate davanti all'inguine dei ragazzi nudi (dando così l'illusione che la loro urina sia stata trasformata in acqua). I pueri mingentes erano spesso incorporati come statue perfettamente funzionanti i cui tubi sgorgavano flussi d'acqua dai peni delle statue. Uno degli esempi più famosi di questo è il Manneken Pis a Bruxelles.

## Revival rinascimentali del puer mingens

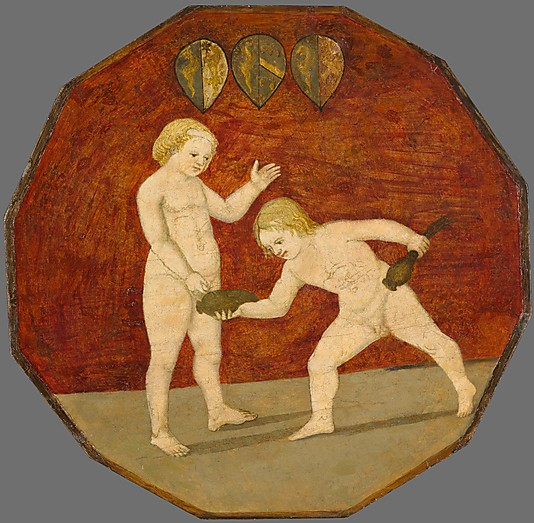
Puer mingens con baccelli di papavero, su desco da parto, Apollonio di Giovanni, 1450s, Kress collection

I pueri mingentes sono un motivo classico che si trova occasionalmente nell'antichità. Antichi esempi romani di pueri mingentes si trovavano principalmente su sarcofagi di bambini.
Il puer mingens è stato ripreso durante il Rinascimento. Donatello, che ha aperto la strada alla reinvenzione del motivo più grande dei putti in scultura, ha raffigurato uno dei primi esempi rinascimentali di un puer mingens sulla base della sua statua di Giuditta e Oloferne. Dalla sua rinascita nella Firenze del 1400, il motivo artistico dei ragazzi che urinano si diffuse in tutto il resto d'Europa, raggiungendo l'apice della popolarità durante il tardo Rinascimento nei secoli XVI e XVII prima di diminuire gradualmente in popolarità.

## Luoghi dei pueri mingentes

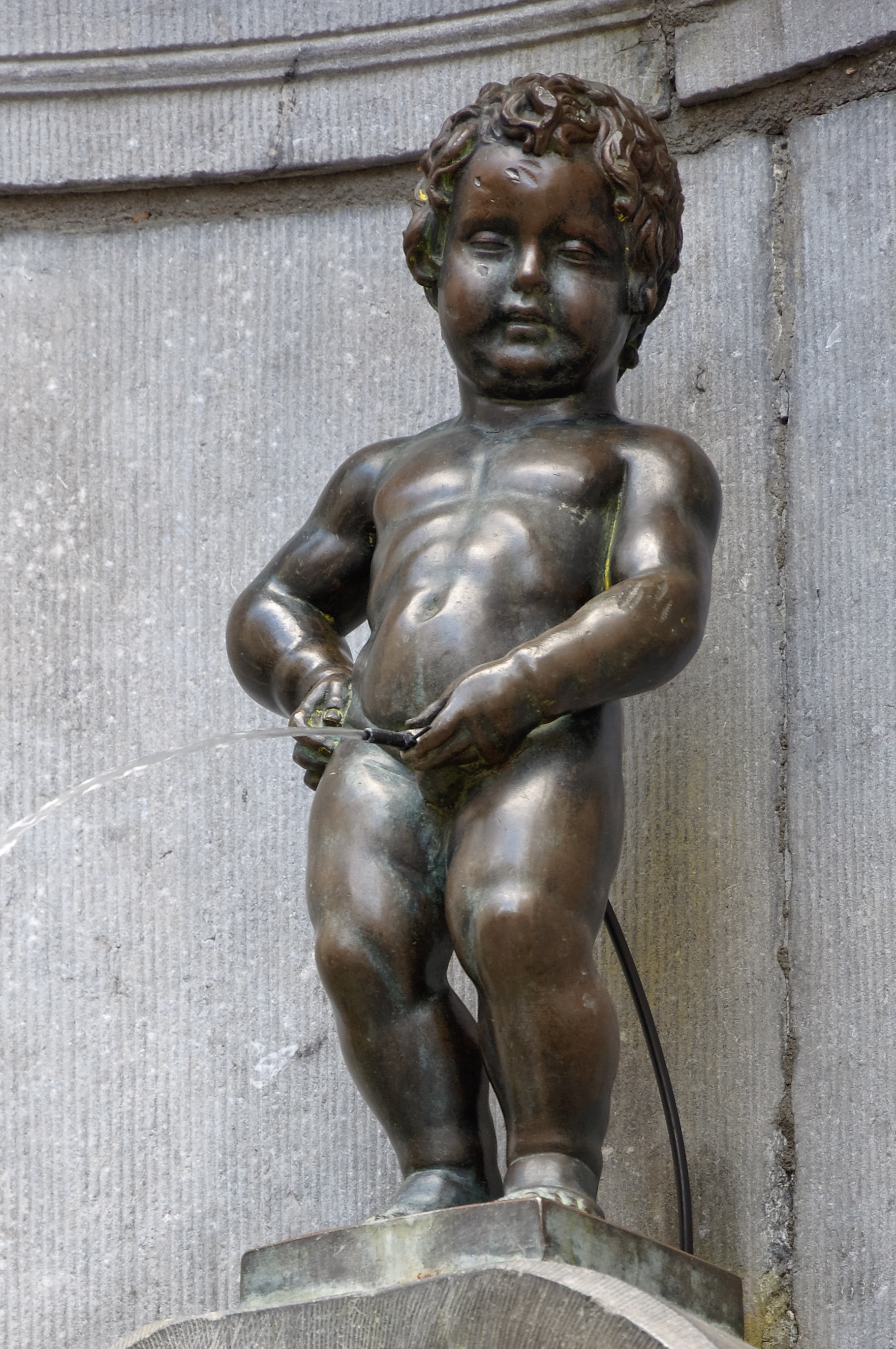
Manneken Pis, un famoso esempio di puer mingens che funziona come una fontana, Bruxelles

In epoca romana il puer mingens si trovava generalmente nelle raffigurazioni di riti bacchici sui sarcofagi dei bambini. Dal Rinascimento in poi, i pueri mingentes possono essere trovati sia nell'arte secolare che in quella religiosa e in una vasta gamma di media, dai manoscritti miniati, alle fontane funzionali, agli affreschi, agli amuleti apotropaici.
A causa delle suddette associazioni con la fertilità, i pueri mingentes si trovano sui deschi da parto – vassoi dati alle donne incinte e a quelle che avevano partorito da poco per annunciare e celebrare la nascita sana della prole maschile. Dipinti intesi come regali di nozze, come Venere e Cupido di Lorenzo Lotto, potrebbero anche raffigurare ragazzi che urinano.
Il puer mingens era incorporato in modo prominente nelle fontane che avrebbero sparato acqua dal pene della statua. Sebbene questo motivo artistico sia di origine romana, vi sono scarse attestazioni di fontane funzionanti che incorporassero pueri mingentes in epoca romana; i romani avevano, tuttavia, statue funzionali raffiguranti Priapo adulto che urina, che potrebbero aver ispirato lo sviluppo rinascimentale delle statue di ragazzi che urinano. Oltre agli spazi pubblici, come la posizione del Manneken Pis nel centro di Bruxelles, fontane funzionali abbellivano anche molti giardini privati del XVI e XVII secolo in tutta Europa.

## Galleria d'immagini

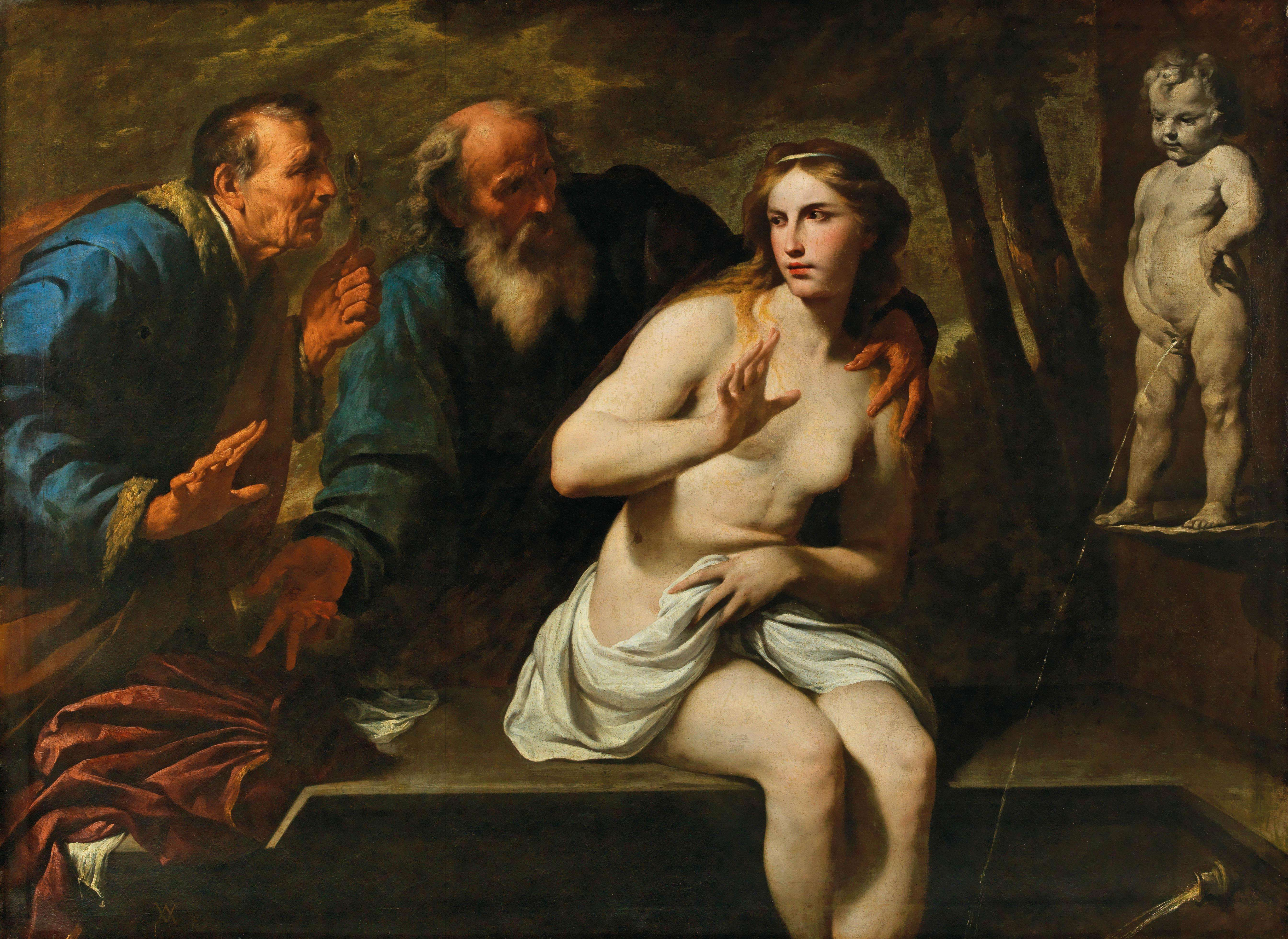
Una statua del puer mingens in Susanna e i vecchioni di Andrea Vaccaro, anni 1650
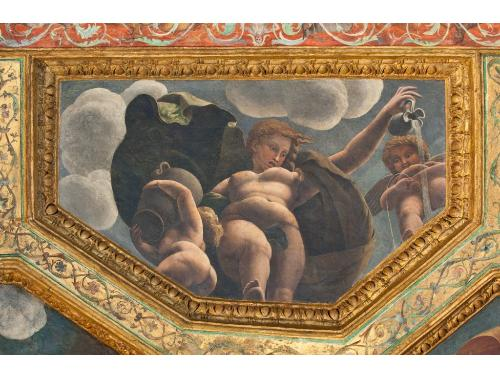
Un puer mingens accanto a una ninfa che versa acqua, 1526–1528, Palazzo del Te, Mantova
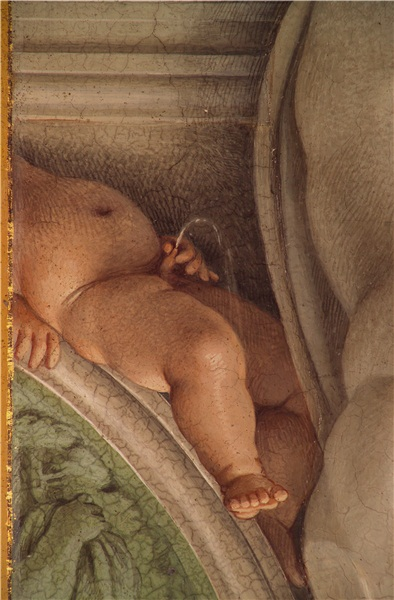
Una vista ravvicinata di un puer mingens di Annibale Carracci, 1600, Palazzo Farnese, Roma
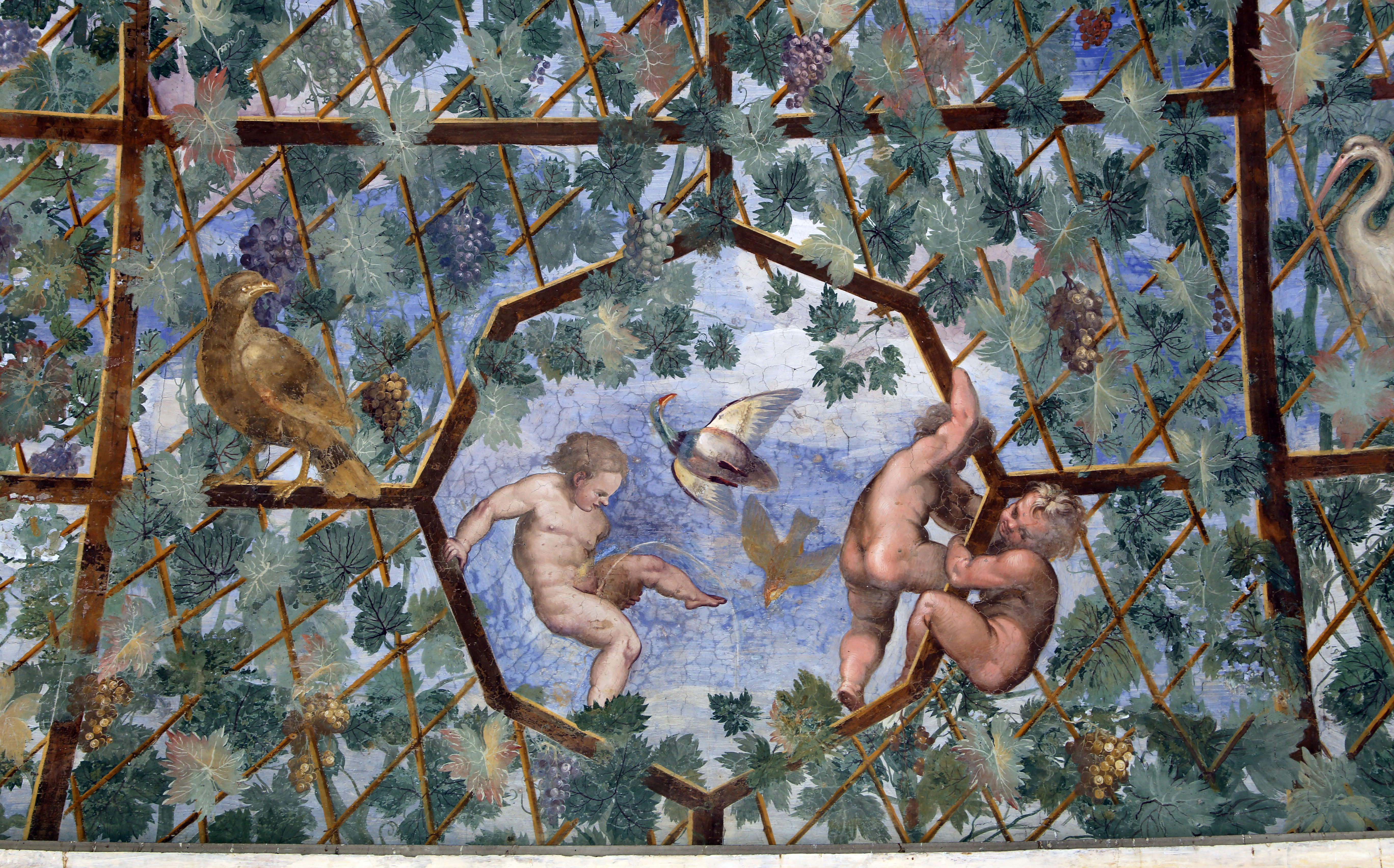
Un puer mingens sul soffitto della Villa Giulia, Roma
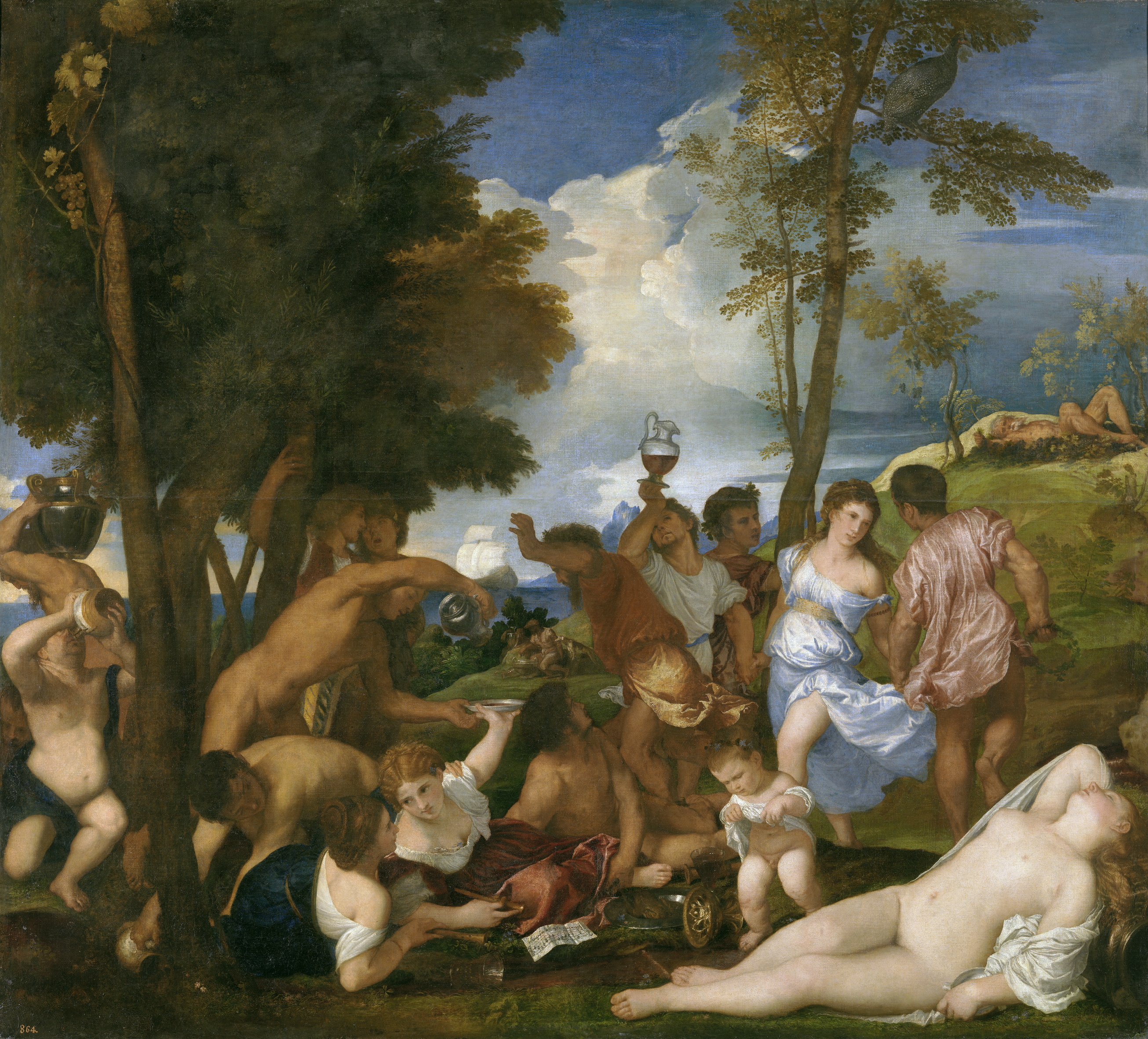
Un puer mingens dipinto in Baccanale degli Andrii di Tiziano, 1523–1526, Museo del Prado, Madrid
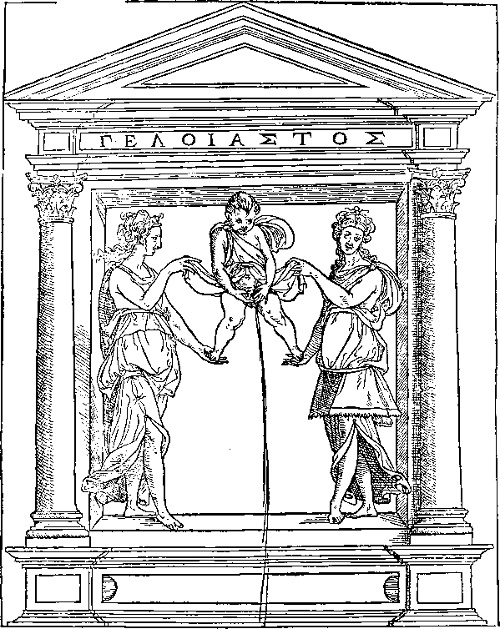
Xilografia di un puer mingens dal Hypnerotomachia Poliphili, 1499
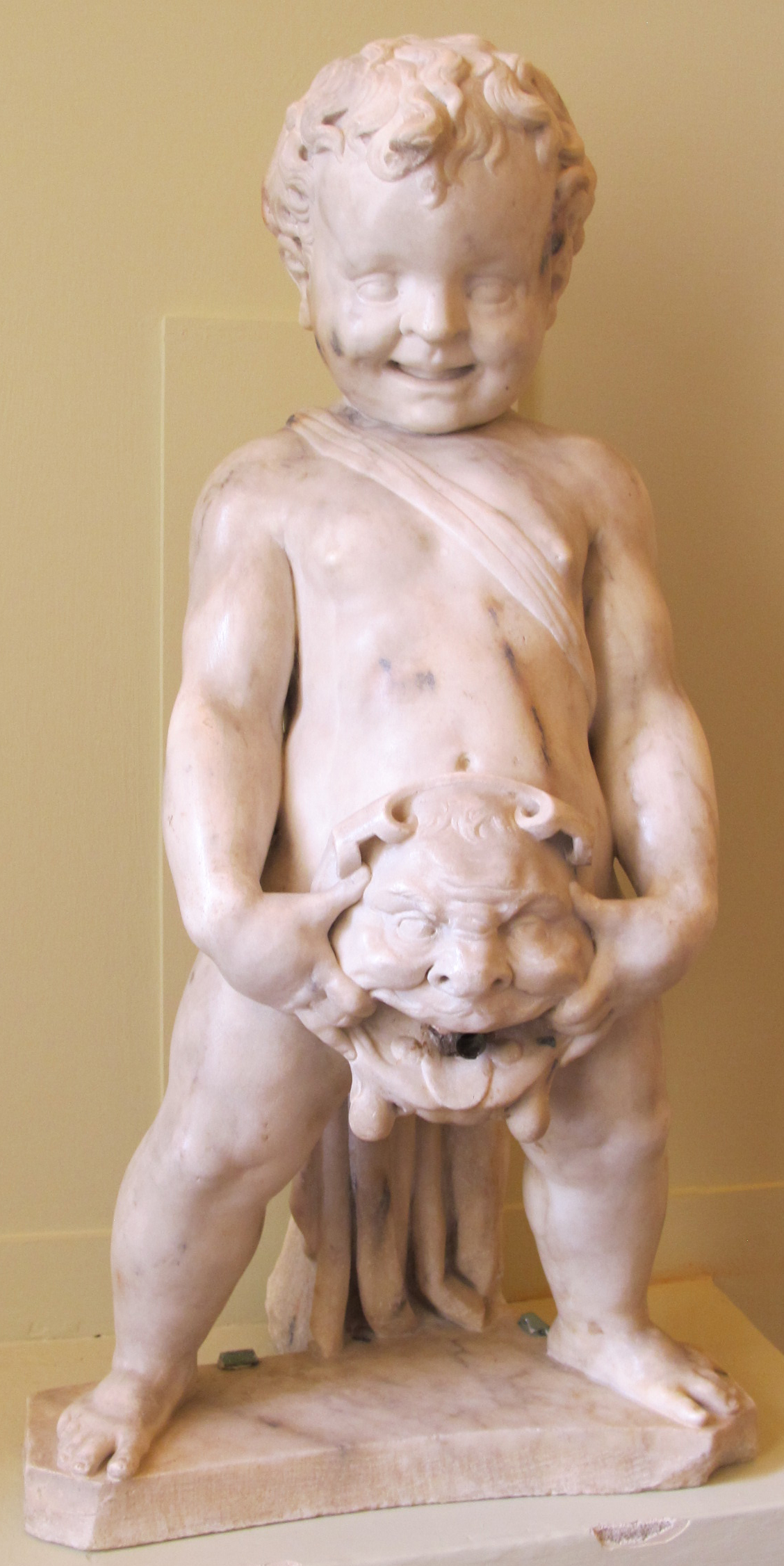
Una statua del puer mingens con una maschera che copre i genitali, Pierino da Vinci, c. 1540 Museo nazionale d'arte medievale e moderna della Basilicata, Matera, Italia
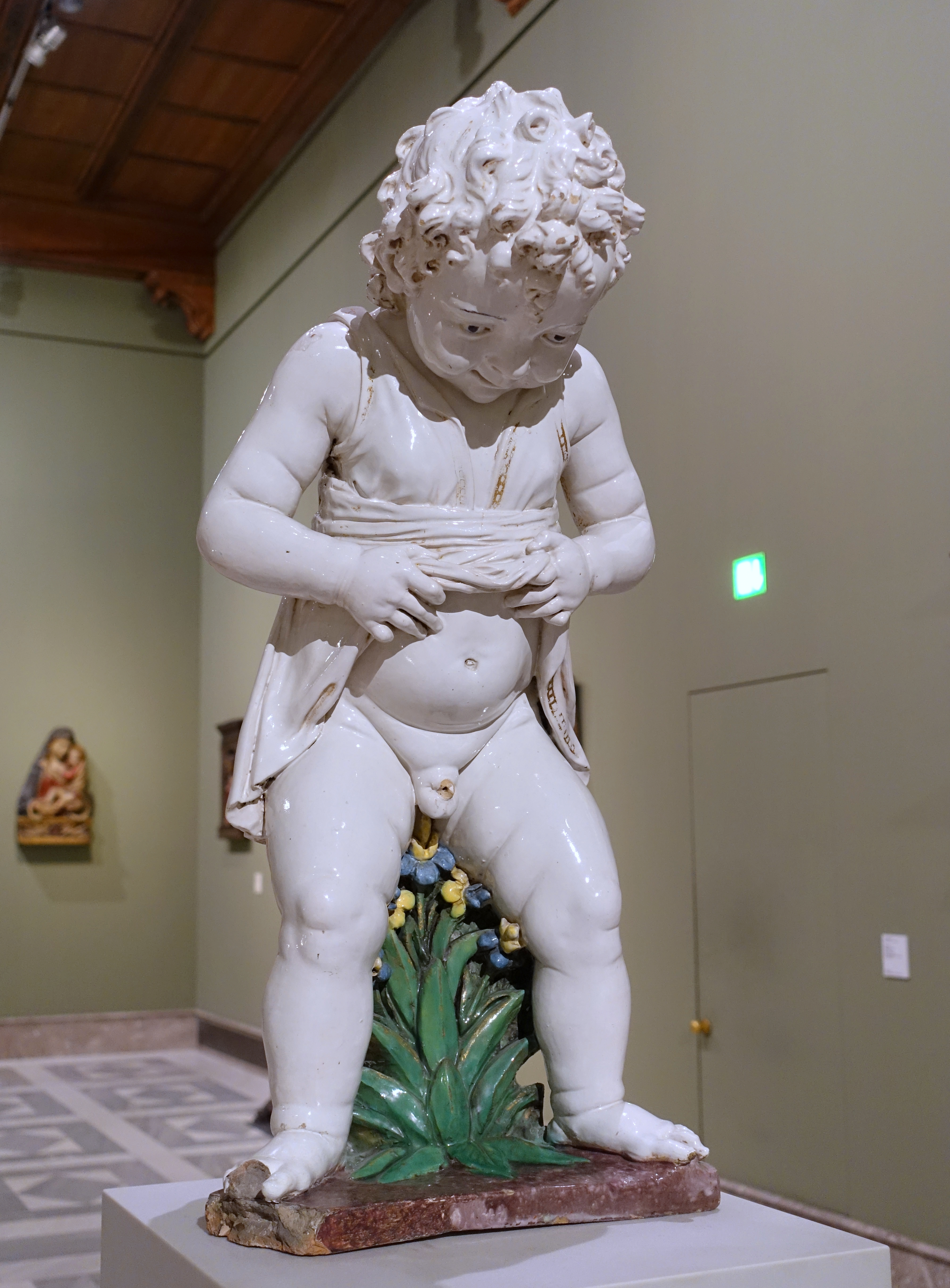
Una statua smaltata in terracotta di un puer mingens, Andrea della Robbia, c. 1490, Bode Museum, Berlino
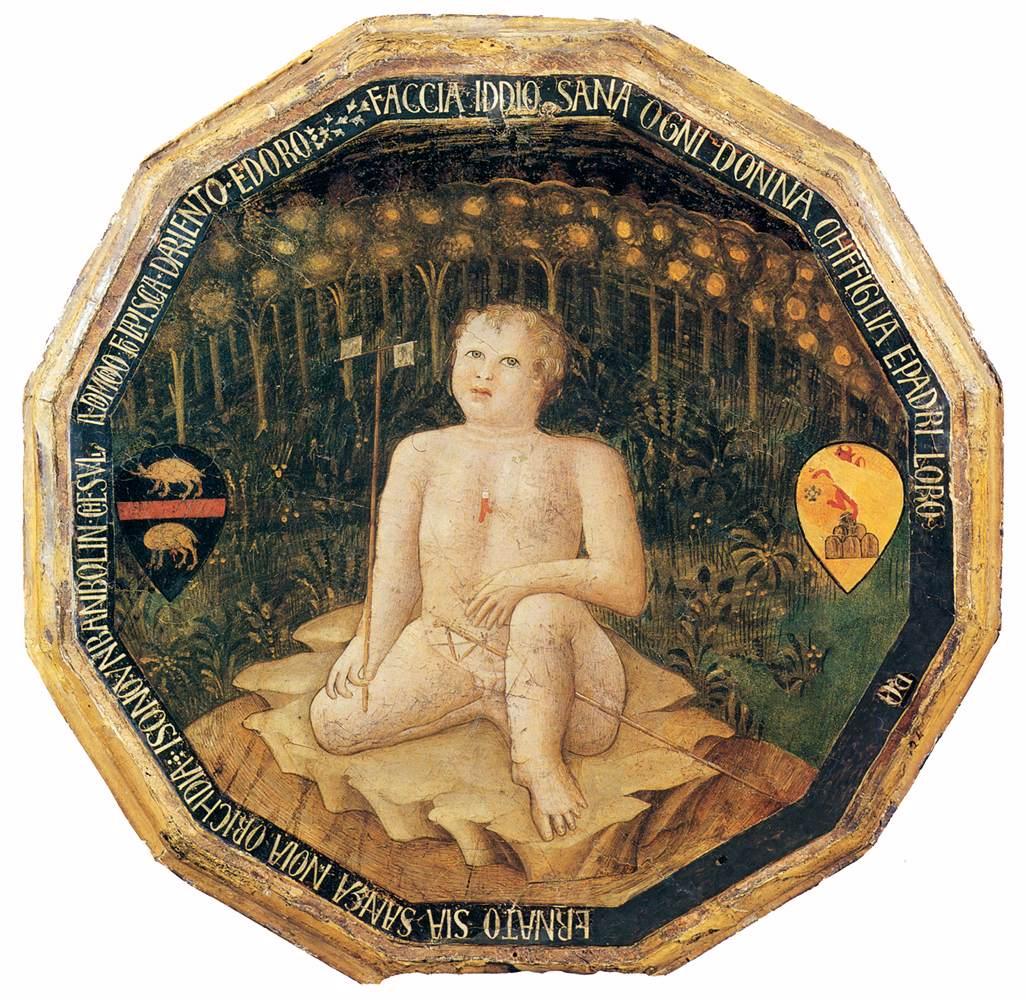
Un puer mingens su un desco da parto, Bartolomeo di Fruosino, 1428, New York Historical Society
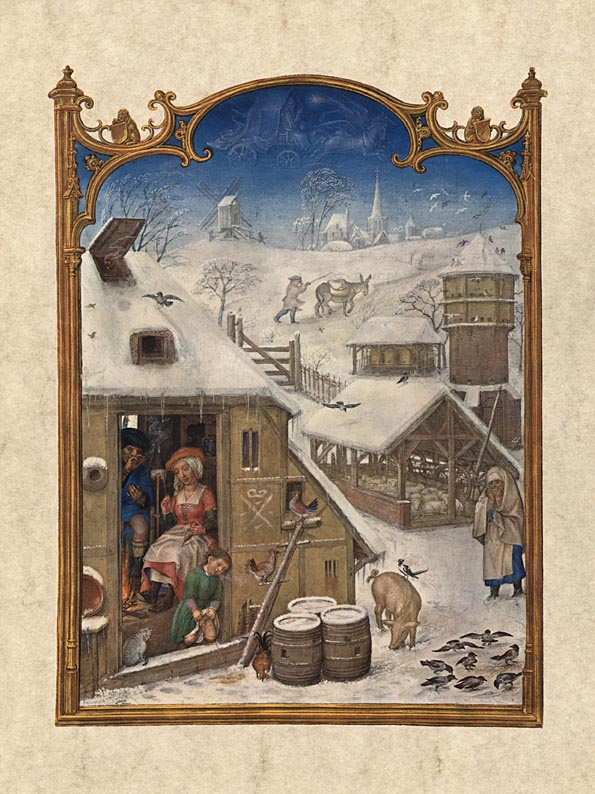
Un puer mingens raffigurato nel Grimani Breviary, c. 1510, Biblioteca Marciana, Venezia